# Ukiah (Califòrnia)
Ukiah és una població dels Estats Units a l'estat de Califòrnia. Segons el cens del 2008 tenia 14.956 habitants.

## Demografia
Segons el cens del 2000, Ukiah tenia 15.497 habitants, 5.985 habitatges, i 3.656 famílies. La densitat de població era de 1.265 habitants/km².
Dels 5.985 habitatges en un 33% hi vivien nens de menys de 18 anys, en un 40,2% hi vivien parelles casades, en un 15,8% dones solteres, i en un 38,9% no eren unitats familiars. En el 32,2% dels habitatges hi vivien persones soles el 14,5% de les quals corresponia a persones de 65 anys o més que vivien soles. El nombre mitjà de persones vivint en cada habitatge era de 2,47 i el nombre mitjà de persones que vivien en cada família era de 3,12.
Per edats la població es repartia de la següent manera: un 26,5% tenia menys de 18 anys, un 9,6% entre 18 i 24, un 28,1% entre 25 i 44, un 21,6% de 45 a 60 i un 14,3% 65 anys o més.
L'edat mediana era de 35 anys. Per cada 100 dones de 18 o més anys hi havia 88,1 homes.
La renda mediana per habitatge era de 32.707 $ i la renda mediana per família de 39.524 $. Els homes tenien una renda mediana de 31.608 $ mentre que les dones 24.673 $. La renda per capita de la població era de 17.601 $. Entorn del 13,2% de les famílies i el 18,1% de la població estaven per davall del llindar de pobresa.

## Poblacions més properes
El següent diagrama mostra les poblacions més properes.